# 도시가 잠든 사이에
도시가 잠든 사이에(While The City Sleeps)는 미국에서 제작된 프리츠 랑 감독의 1956년 범죄, 드라마 영화이다. 데이나 앤드루스 등이 주연으로 출연하였고 버트 E. 프리들롭 등이 제작에 참여하였다.

## 출연

### 주연
- 데이나 앤드루스
- 론다 플레밍

### 조연
- 조지 샌더스
- 하워드 더프
- 토마스 밋첼
- 빈센트 프라이스

## 제작진
- 의상: 노마 코치